# Османовка (Сморгонский район)
Османовка (бел. Асманоўка) — хутор в составе Кревского сельсовета Сморгонского района, Гродненская область. Расположен на северо-западе Белоруссии.
До 2008 года входил в состав Ордашинского сельсовета.
В 2010 году население составляло 1 человек.

## Известные уроженцы
- Ахматович, Александр (1865—1944) — польский юрист, государственный деятель.
- Ахматович, Осман (1899—1988) — польский химик-органик, действительный член Польской Академии наук.